# Collegio Salesiano Villa Sora
L'istituto salesiano "Villa Sora" è una scuola paritaria di Frascati che comprende una scuola secondaria di primo ed una di secondo grado.

## Storia

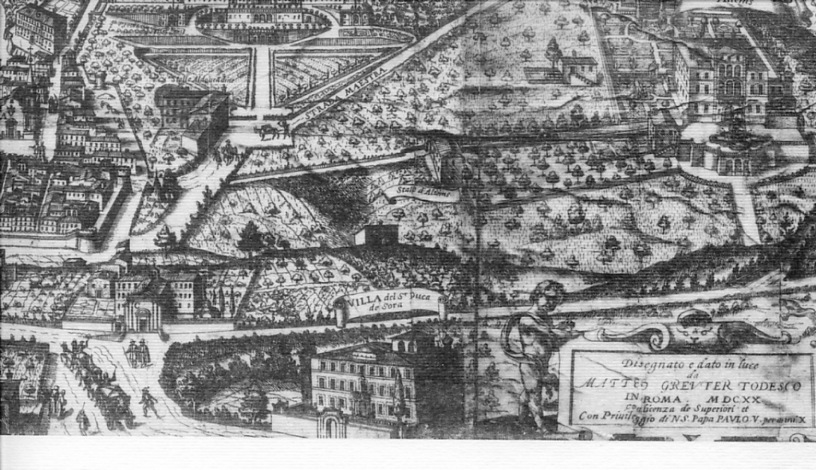
Villa Sora nel 1620 stampa di Matteo Greuter.

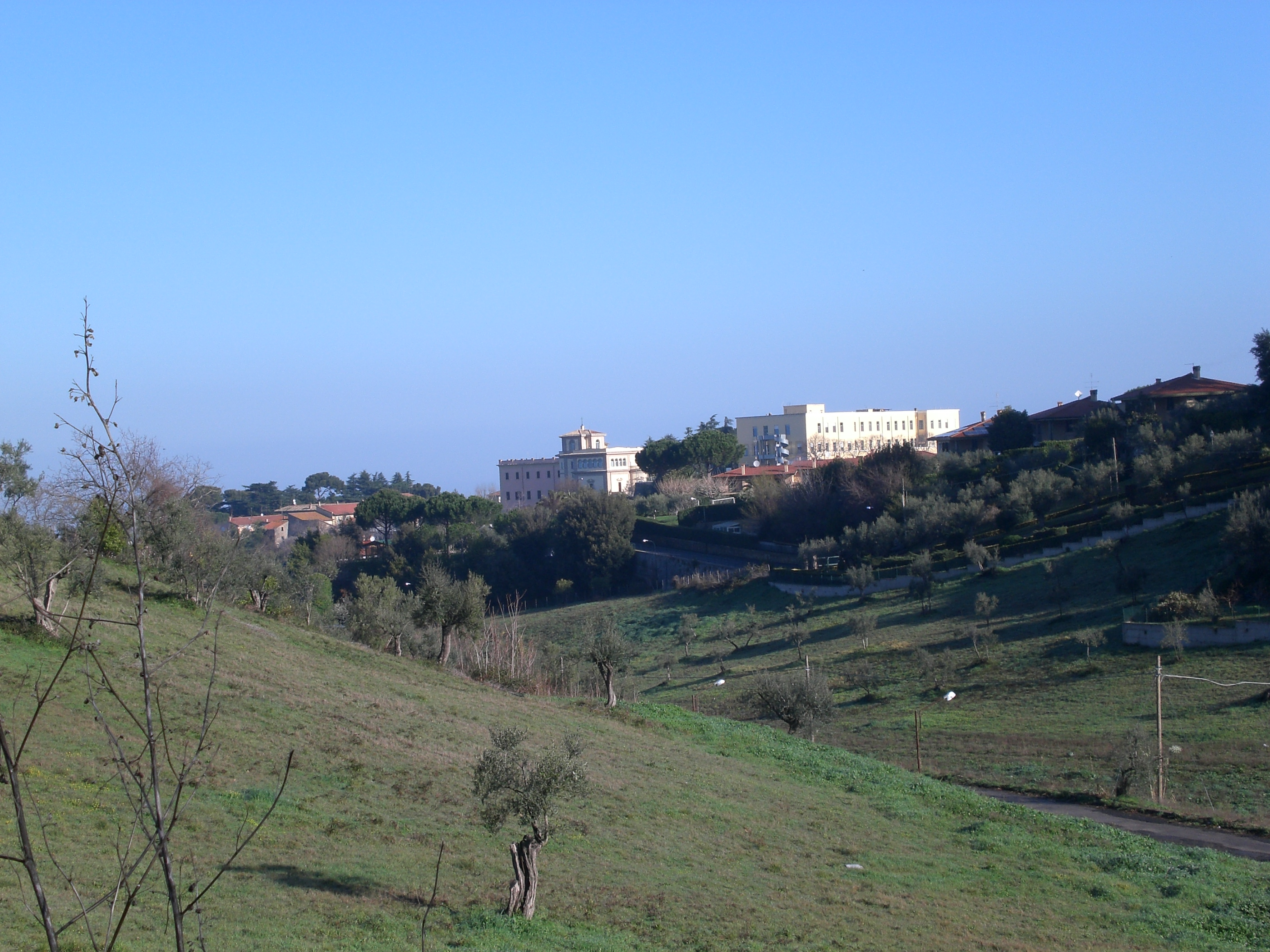
L'istituto in una veduta panoramica.

I Padri Salesiani acquistarono all'inizio del XIX secolo la seicentesca Villa Sora da Tommaso Saulini, che a sua volta l'aveva acquistata dal duca Rodolfo Boncompagni nel 1896.
L'istituto fu così una delle più antiche istituzioni scolastiche salesiane nel mondo, secondo nel Lazio solo al Collegio Salesiano Sacro Cuore di Roma fondato dallo stesso Giovanni Bosco. Fu il primo liceo classico paritario di Frascati e di tutta l'area immediatamente a sud di Roma e a nord di Velletri. Solo a partire dal secondo dopoguerra, con l'apertura di nuovi istituti superiori pubblici nell'area dei Castelli Romani, Villa Sora perse parte della sua importanza locale.
Durante la seconda guerra mondiale l'edificio divenne rifugio antiaereo.

## Architettura
L'istituto salesiano ha sede nella storica villa Sora che fu edificata come altri palazzi nella zona come luogo di villeggiatura dall'aristocrazia papale romana tra XVI e XVIII secolo nell'area tuscolana dei Castelli Romani, tra Frascati, Grottaferrata e Monte Porzio Catone. Venne edificata nel XVI secolo dalla famiglia Moroni, e prese la recente denominazione solo quando nel 1600 divenne proprietà del duca di Sora Giacomo Boncompagni, figlio illegittimo di papa Gregorio XIII. Rimase tra i beni della famiglia Boncompagni (e Boncompagni-Ludovisi), dal 1682 al 1896.

## Struttura
Quando la villa fu destinata ad edificio scolastico, per rispondere alle nuove esigenze fu realizzata un'ulteriore ala con palestra, mensa, aula magna e laboratori. 

### Biblioteca
La biblioteca dell'istituto contiene circa 50.000 tra volumi ed opuscoli.